# Jorge Villafaña
Jorge Antonio Villafaña (* 16. September 1989 in Anaheim, Kalifornien als Jorge Antonio Flores) ist ein US-amerikanischer Fußballspieler auf der Position eines Mittelfeld- und Abwehrspielers.
Seit 2016 steht er bei Santos Laguna mit Spielbetrieb in der Liga MX, der höchsten mexikanischen Fußballliga, unter Vertrag und gab im Jahre 2017 sein Debüt in der US-amerikanischen Fußballnationalmannschaft.

## Vereinskarriere

### Kindheit und Jugend
Jorge Villafaña wurde am 16. September 1989 als Jorge Antonio Flores geboren und nahm erst im November 2011 den Familiennamen seiner Mutter an und tritt seitdem als Jorge Antonio Villafaña in Erscheinung. Seine Kindheit verbrachte er zum Teil in den Vereinigten Staaten, zu einem Großteil aber in der Stadt Pénjamo im mexikanischen Bundesstaat Guanajuato, wohin er mit seiner Mutter Juanita gezogen war, als er gerade einmal ein Jahr alt war. Als seine Mutter wieder in die Vereinigten Staaten zurückkehrte, als er fünf Jahre alt war, blieb er in Mexiko und lebte bei seiner Tante und seiner Großmutter, wobei seine Mutter, die in der Textilindustrie arbeitet, die Familie unterstützte und Geld nach Mexiko schickte. Erst im fortgeschrittenen Alter kam der damals 15-Jährige zu seiner Mutter, die mittlerweile geheiratet hatte, in die Vereinigten Staaten, wobei er zu diesem Zeitpunkt noch kein Englisch sprach oder verstand. Obwohl er sich aufgrund seiner sprachlichen Defizite schwer tat, zeigte er mit seiner Leistung in der Fußballmannschaft der Schulsportabteilung Anaheim High School, der er angehörte, auf und führte diese mitunter auch als Mannschaftskapitän an. Des Weiteren galt er als Most Valuable Player der Mannschaft und gehörte parallel dazu von 2004 bis 2007 auch zum Santa Ana Development Soccer Programm Juventus; dennoch war er nicht am Radar von College- oder Profimannschaften.
Über Sueño MLS, einer national ausgestrahlten Reality-Show, die den besten unentdeckten Fußballspieler der Vereinigten suchte, schaffte der Mittelfeldspieler den Sprung in die Major League Soccer, nachdem er im Jahre 2007 als erster Spieler überhaupt diese Auswahl gewann. Sein Onkel hatte ihn im Februar 2007 für die Show, die ihn 10-Minuten-Segmenten in Univisions Sportprogramm República Deportiva ausgestrahlt wurde und für den Sieger ein Probetraining beim MLS-Franchise CD Chivas USA versprach, angemeldet. In weiterer Folge gehörte er im Jahre 2007 der Akademie des CD Chivas USA an, wo er in der U-19-Mannschaft in Erscheinung trat und unter anderem bei einer Tour durch Mexiko bei drei Spielen gegen Reservemannschaften ebenso viele Tore erzielte, ehe er im Juli 2007 einen Profivertrag angeboten bekam, den Sueño, so sein weiterer Spitzname (auf Deutsch: Traum), auch annahm.

### Mäßiger Durchbruch in der MLS
Nachdem er ab 25. Juli 2007 als Profispieler des CD Chivas USA in Erscheinung trat, kam er am 9. September 2007 bei einem 3:0-Erfolg über die New York Red Bulls zu seinem Profidebüt, als er in der 76. Spielminute von Preki eingewechselt wurde. Dies war zugleich auch sein einziger Pflichtspieleinsatz für das MLS-Franchise aus Kalifornien, das in diesem Jahr das erfolgreichste seiner bisherigen und späteren Geschichte schrieb. Im Endklassement der regulären Spielzeit rangierte das Team auf dem ersten Platz der Western Conference, schied in den Conference Semifinals jedoch bereits frühzeitig gegen die Kansas City Wizards aus. Auch im Lamar Hunt U.S. Open Cup 2007 fand die Mannschaft ein jähes Ende, als sie bereits im ersten Spiel, der Drittrundenpartie gegen die Seattle Sounders, mit 1:3 unterlag. Auch beim Erhalt des MLS Supporters’ Shield unterlagen die Chivas nur knapp dem Franchise D.C. United um zwei Punkte. Als Zweitplatzierter um den Erhalt des MLS Supporters’ Shield war das Team für die Preliminary Round zur CONCACAF Champions League 2008/09 qualifiziert, unterlag dort jedoch dem Tauro FC aus Panama mit einem Gesamtscore von 1:3 aus Hin- und Rückspiel und schaffte somit nicht die Teilnahme an der Endrunde. Jorge Flores, wie er sich damals noch nannte, kam in beiden Partien für sein Team zum Einsatz. Bereits einige Wochen zuvor nahm die Mannschaft als Gesamtzweiter des MLS-Spieljahres 2007 an der nordamerikanischen SuperLiga 2008 teil, schied dort aber bereits in der Gruppenphase als Dritter der Gruppe B vom laufenden Turnier aus.
Ähnlich erfolgreich wie das vorangegangene Jahr verlief für die Chivas auch das MLS-Spieljahr 2008, das auf dem zweiten Platz der regulären Spielzeit in der Western Conference abgeschlossen wurde. Der als Mittelfeldakteur eingesetzte Linksfuß kam in diesem Jahr bereits in elf Meisterschaftsspielen zum Einsatz, wobei er sich drei Mal als Torschütze eintragen konnte und diese drei Treffer in drei Spielen hintereinander erzielte. In den saisonabschließenden Play-offs unterlag das Team erneut in den Conference Semifinals, diesmal dem Franchise Real Salt Lake. Wie bereits ein Jahr zuvor ereilte die Mannschaft auch im Lamar Hunt U.S. Open Cup 2008 ein rasches Ende, als man im ersten Spiel in der dritten Runde erneut gegen die Seattle Sounders unterlegen war. Aufgrund der Platzierung in der zusammengefassten Endtabelle hatte die Mannschaft einen Startplatz in der nordamerikanischen SuperLiga 2009, in der das Team erneut frühzeitig ausschied und als Letzter der Gruppe A deutlich unterlegen war. Der 1,75 m große Mittelfeldspieler wurde von Trainer Preki in allen drei Gruppenspiel eingesetzt.
In der teilweise recht dicht gestaffelten Endtabelle der Major League Soccer 2009 erreichte Flores mit dem CD Chivas USA den vierten Platz in der regulären Spielzeit und schied abermals in den Conference Semifinals aus; in diesem Fall gegen Los Angeles Galaxy. Dabei wurde Flores selbst in neun Spielen eingesetzt, wovon er in drei Partien von Beginn an und über die volle Spieldauer am Rasen war und in den sechs anderen Partien stets eingewechselt wurde. Aufgrund der Endposition in der zusammengefassten Tabelle qualifizierte sich das Team abermals für die nordamerikanische SuperLiga. Wie bereits mehrfach in den vorangegangenen Jahren schaffte die Mannschaft 2010 erneut kein Weiterkommen im Wettbewerb und schied als Dritter der Gruppe A frühzeitig vom Turnier aus. Zum wiederholten Male unterlag das Franchise auch im Lamar Hunt U.S. Open Cup 2009 einem unterklassigen Team; diesmal Charleston Battery mit 1:3, abermals im ersten Spiel in der dritten Runde.

### Auf dem Weg zur Stammkraft ab 2011
Unter dem neuen Trainer Martin Vasquez, der zuvor einige Jahre als Co-Trainer beim Franchise tätig war, ehe er von 2008 bis 2009 als Co-Trainer beim FC Bayern München aktiv war, blieben die Erfolge weitgehend aus. Jorge Flores saß in diesem Jahr des Öfteren uneingesetzt auf der Ersatzbank und brachte es bis zum Saisonende auf acht Ligaeinsätze und einen -treffer. Das Team rangierte am Ende des Jahres abgeschlagen auf dem achten und damit letzten Platz der Western Conference und kam in der zusammengefassten Endtabelle nur dank der noch schlechteren Mannschaft von D.C. United auf den 15. und damit vorletzten Gesamtplatz. Einzig im Lamar Hunt U.S. Open Cup 2010 konnte die Mannschaft einigermaßen überzeugen und erreichte nach Siegen über die Austin Aztex und Houston Dynamo das Halbfinale, in dem jedoch der spätere Pokalsieger Seattle Sounders FC die Partie für sich entscheiden konnte. Für den CD Chivas USA war dies der größte Erfolg im US-amerikanischen Fußballpokal seit dem Bestehen des Franchises.
Erst unter dem 27-fachen US-amerikanischen Internationalen und 260-fachen MLS-Spieler Robin Fraser schaffte Jorge Flores im Spieljahr 2011 den Durchbruch im Franchise. Für den Mittelfeldakteur, der auch in der Defensive zum Einsatz kommen kann, folgten 25 von 34 möglich gewesenen Ligaeinsätzen, wobei er ein Tor und erstmals auch eine Torvorlage beisteuerte. Im Endklassement rangierten die Chivas auf dem vorletzten Platz ihrer Conference und belegten in der Gesamttabelle den 15. von 18 Plätzen. Im Lamar Hunt U.S. Open Cup 2011 war das Franchise in diesem Jahr nicht vertreten. Unter Fraser blieben jedoch auch die Erfolge aus, was ein letzter Platz in der Western Conference im Spieljahr 2012 und ein vorletzter Platz in der Gesamttabelle bewies. Bei seinen 14 Einsätzen in der regulären Saison spielte er in acht über die volle Spieldauer durch und kam am Ende abermals auf einen Treffer und einen Assist. Anders hingegen verlief es im Lamar Hunt U.S. Open Cup 2012, in dem es die Mannschaft nach Siegen über die Carolina RailHawks und die Charlotte Eagles erneut bis ins Semifinale schaffte. Dort unterlag das Franchise jedoch abermals dem Seattle Sounders FC, der in weiterer Folge selbst im Finale Sporting Kansas City in der Verlängerung unterlag.
Nachdem Robin Fraser nach beendigter Saison im November 2012 entlassen wurde, gab das Franchise etwa einen Monat später die Verpflichtung von José Luis Sánchez Solá als neuen Cheftrainer bekannt. Unter dem Mexikaner brachte es Villafaña daraufhin wieder vermehrt zu Einsätzen und absolvierte im Spieljahr 2013 20 Meisterschaftsspiele in der regulären Saison, wovon er in 15 Partien von Beginn an am Rasen war. Dabei gelang ihm ein Treffer und das bisherige Karrierehoch von vier Torvorlagen. Im Lamar Hunt U.S. Open Cup 2013 schaffte es die Mannschaft bis in die vierte Runde und unterlag dort den Carolina RailHawks aus der Zweitklassigkeit. In der Liga kam die Mannschaft abermals nicht über einen neunten und damit letzten Platz in der Western Conference und einen vorletzten Platz in der zusammengefassten Endtabelle hinaus. In diesem Jahr verzeichneten die Chivas zudem den mit Abstand niedrigsten Zuschauerschnitt der gesamten Liga, was mitunter, neben den ausbleibenden Erfolgen, zur baldigen Auflösung des Franchises beitrug.

### Wechsel zu den Portland Timbers
Nach 86 Ligaspielen und sieben -treffern für den CD Chivas USA wurde Jorge Villafaña, der im November 2011 zu Ehren seiner Mutter deren Mädchennamen annahm, über den MLS Re-Entry Draft 2013 zu den Portland Timbers gedraftet. Dabei erhielten die Portland Timbers vom CD Chivas USA den 2. Pick im Re-Entry Draft sowie die Rechte an Jorge Villafaña im Tausch für den 17. Pick und die Rechte am Verteidiger Andrew Jean-Baptiste. Zu seinem eigentlichen Durchbruch brachte er es erst beim Sieger der regulären Saison der Western Conference und Gesamtdritten des Spieljahres 2013. Jedoch dauerte er es einige Spielrunden, ehe Villafaña, zwei Monate nach dem Start ins Spieljahr 2014, zu seinem Ligadebüt für die Timbers kam und dabei nur als Ersatzspieler zu Spielpraxis kam. Bis zum Saisonende wurde er von Caleb Porter, unter dem er davor bereits in der U-23-Nationalmannschaft der USA gespielt hatte, in 19 Ligaspielen eingesetzt wurde, wovon er in 17 von Beginn an startete. Im Verlauf der regulären Meisterschaft erzielte er einen Treffer und bereitete zwei Tore für seine Teamkameraden vor.
Aufgrund der Platzierung seiner Mannschaft in der vorangegangenen Meisterschaft kam er Villafaña auch in der CONCACAF Champions League 2014/15 zum Einsatz, in die die Timbers mit der Teilnahme an der Gruppenphase starteten. In der Gruppe E musste das Team gegen CD Olimpia aus Honduras und Alpha United aus Guyana antreten; trotz drei Siegen und nur einer Liga sowie einer besseren Tordifferenz belegten die US-Amerikaner nur den zweiten Platz hinter den Honduranern und schied frühzeitig aus dem laufenden Turnier. Der variabel einsetzbare Jorge Villafaña kam dabei im ersten Spiel gegen Alpha United zum Einsatz, war dann bei den nächsten zwei Partien nicht im offiziellen Kader und kam erst wieder im letzten Spiel gegen CD Olimpia zu Einsatzminuten. Im Ligageschehen brachten es die Portland Timbers auf den sechsten Platz in der Western Conference und schafften nur sehr knapp nicht den Einzug in die saisonabschließenden Play-offs; in der teils recht dicht gestaffelten Gesamttabelle kam das Franchise auf den elften Tabellenplatz. In den Lamar Hunt U.S. Open Cup 2014 stieg die Mannschaft in der vierten Runde ein und schaffte es nach Siegen über Orlando City U-23 in der vierten Runde und Sporting Kansas City in der fünften Runde bis ins Viertelfinale, wo das Franchise dem Seattle Sounders FC mit 1:3 in der Verlängerung unterlag.
Nachdem er bereits 2014 über weite Teile der Saison als Stammkraft agierte, war er als diese erst im MLS-Spieljahr 2015 angekommen. Dabei kam der vornehmlich als linker Verteidiger eingesetzte Villafaña in 33 von 34 möglich gewesenen Ligapartien zum Einsatz und war in jedem dieser Spiele als Stammspieler von Beginn an am Rasen. Dabei wurde er von Caleb Porter auch nur selten kurz vor Spielende aus dem Spiel genommen, weshalb er es auch auf 2.929 Einsatzminuten in der regulären Saison 2015 brachte. In der regulären Saison gelangen ihm ein Treffer sowie vier Torvorlagen. Mit der Mannschaft brachte er es im Laufe des Jahres auf eine Serie von neun ungeschlagenen Meisterschaftsspielen in Serie (14. Oktober bis 6. Dezember), was in diesem Spieljahr nur New England Revolution von 21. März bis 16. Mai gelungen war. Im Endklassement der regulären Saison belegten die Timbers den dritten Platz in der Western Conference und waren dabei punktegleich mit dem zweitplatzierten Franchise Vancouver Whitecaps, das jedoch um eine sieben Treffer bessere Tordifferenz verfügte. Nach der regulären Spielzeit kam die Mannschaft, die in der zusammengefassten Endtabelle auf dem fünften Platz rangierte, in die Play-off-Phase.
Dort gewannen die Portland Timbers das Spiel in der K.-o.-Runde erst im Elfmeterschießen gegen Sporting Kansas City und kamen nach einem Remis und einem Sieg gegen die Whitecaps und einem weiteren Sieg und einem weiteren Unentschieden gegen den FC Dallas bis ins abschließende Finalspiel, den MLS Cup. In diesem setzten sich die Portland Timbers nach zwei frühen Treffern durch Diego Valeri, der nach nur 27 Sekunden zur 1:0-Führung traf und dabei das schnellste Tor in der Geschichte des MLS Cup erzielte, und Rodney Wallace gegen die Columbus Crew mit 2:1 durch und gewannen zum ersten Mal in ihrer Geschichte den Meistertitel in der Major League Soccer. In den Medien wurde die Leistung Villafañas, vor allem in diesem Spiel, vielfach gelobt. Im Lamar Hunt U.S. Open Cup 2015 ereilte die Mannschaft nach einem Sieg in der Verlängerung über den Seattle Sounders FC in Runde 4 bereits in der darauffolgenden fünften Runde das frühzeitige Aus, als man mit 0:2 gegen Real Salt Lake unterlag.

### Transfer nach Mexiko

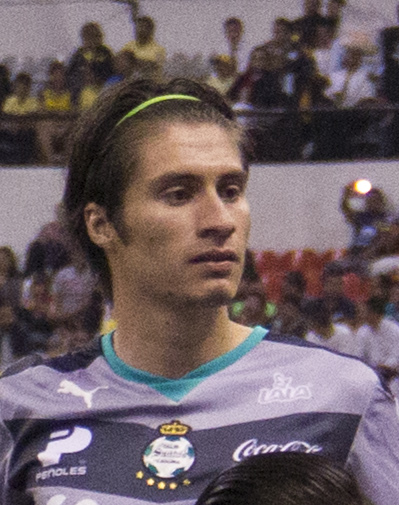
Jorge Villafaña als Spieler von Santos Laguna (2016)

Gleich im Anschluss auf den großen Triumph mit den Portland Timbers wurde der bereits während der laufenden Saison mehrfach umworbene Villafaña in die höchste mexikanische Fußballliga abgegeben. Santos Laguna hatte den Linksverteidiger für eine Summe von etwas unter einer Million US-Dollar erworben. Bereits als Stammspieler startete er für die Mannschaft in die Clausura 2016 und debütierte bereits im ersten Spiel, einer 0:2-Auswärtsniederlage gegen den Club León, als er von Beginn an und über die volle Matchdauer durchspielte. Danach folgten für den Linksverteidiger weitere fünf Ligaspiele, in denen er durchspielte, ehe er in vier der nachfolgenden fünf Meisterschaftsspielen ohne Einsatz auf der Ersatzbank saß. Erst in der zwölften Meisterschaftsrunde setzte ihn Trainer Luis Zubeldía wieder als Stammspieler ein, woraufhin er in allen restlichen Spielen der Clausura 2016 jeweils über die vollen 90 Minuten am Spielfeld war. In der Abschlusstabelle der Clausura 2016 rangierte Santos Laguna auf dem siebenten Platz und qualifizierte sich so für die Teilnahme an den saisonabschließenden Liguillas der Clausura 2016. In diesen schied das Team bereits im Viertelfinale mit einem Gesamtscore von 3:4 aus Hin- und Rückspiel gegen den CF Pachuca aus. Auch hier war Jorge Villafaña in beiden Partien als Stammkraft beteiligt. Während dieses Spieljahres nahm er mit der Mannschaft auch an der CONCACAF Champions League 2015/16, für die sie sich als Meister der Clausura 2015 qualifiziert hatte, teil. Als Villafaña zum Team stieß, hatte dieses bereits die Gruppenphase als Gruppensieger erfolgreich gemeistert und traf im Viertelfinale auf Los Angeles Galaxy. Nach einem 0:0-Remis im Hinspiel waren die Mexikaner im Rückspiel mit 4:0 erfolgreich und trafen im anschließenden Halbfinale auf den Club América. Nach einem weiteren 0:0-Remis im Hinspiel unterlag Santos Laguna erst in der Verlängerung des Rückspiels mit 0:1 und verpasste so den Einzug ins Champions-League-Finale. Linksfuß Jorge Villafaña war in allen vier Partien über die volle Spieldauer im Einsatz.
Unter Luis Zubeldía startete Villafaña noch als Stammspieler in die Apertura 2016 und verblieb auch, nachdem Zubeldía nach einem verpatzen Saisonstart durch José Manuel de la Torre ersetzt wurde, auf seiner angestammten Position auf der linken Seite der Abwehrreihe. Nachdem er am 26. September 2016 sein letztes Meisterschaftsspiel absolviert hatte, war er in den nachfolgenden vier Meisterschaftsspielen gar nicht im offiziellen Kader von Santos Laguna und saß in den beiden letzten Spielen der Apertura 2016 ohne Einsatz auf der Ersatzbank. Die Apertura 2016 beendete das Team auf dem 16. von 18 Plätzen. In der Copa MX Apertura 2016 trat er für sein Team ebenfalls in Erscheinung, schied mit seiner Mannschaft allerdings nach drei Unentschieden und einer Niederlage bereits in der Gruppenphase vom laufenden Wettbewerb aus. Auch in der Clausura 2017 setzte ihn sein Trainer nicht mehr als Stammspieler ein. Nach drei Spielen in Folge, in denen er ohne einen Einsatz auf der Ersatzbank saß, wurde er für die Spiele der vierten und fünften Runde freigestellt, um mit der US-amerikanische Fußballnationalmannschaft, für die er in diesem Jahr sein Debüt gab, zu spielen. Danach saß er weiterhin ohne Einsatz auf der Ersatzbank oder stand dem offiziellen Kader gar nicht zur Verfügung, ehe er am 18. März 2017, nachdem er ein halbes Jahr an keinem offiziellen Pflichtspiel von Santos Laguna mehr teilgenommen hatte, wieder zum Einsatz kam. Beim 1:1-Auswärtsremis gegen den Club Tijuana spielte er über die vollen 90 Minuten durch und wurde danach erneut für zwei Länderspiele der Vereinigten Staaten vom Ligaspielbetrieb freigestellt.

### Rückkehr in die Major League Soccer
Im Sommer 2018 wechselte Villafaña zurück zu den Portland Timbers und etablierte sich direkt als Stammspieler. Am 27. Spieltag der Saison 2018 kam er erstmals wieder zum Einsatz. Nach zwei Spielzeiten wechselte er im Januar 2021 zum fünffachen Meister LA Galaxy. Dort kam er in der ersten Saisonhälfte ebenfalls regelmäßig zum Einsatz, ehe er im August 2021 verletzt ausfiel. Nach einem kurzzeitigen Comeback stand er ab dem 23. Spieltag nicht mehr im Kader.

## Nationalmannschaftskarriere

### U-20- und U-23-Einsätze
Bald nach seinem Wechsel zum CD Chivas USA schaffte Jorge Flores, wie er zu diesem Zeitpunkt noch hieß, den Sprung in den U-20-Kader der Vereinigten Staaten und nahm mit diesem unter anderem noch von November bis Dezember an einem Trainingscamp in Buenos Aires teil. Bei dem elftägigen Aufenthalt kam er in allen drei Spielen seiner Mannschaft gegen die Alterskollegen aus Paraguay, Argentinien und Uruguay zum Einsatz. Ein Assist zu einem spielausgleichenden Treffer gegen die Reservemannschaft von CA River Plate und ein spielausgleichendes Tor gegen die U-20 von Argentinien trugen mit dazu bei, dass ihn Thomas Rongen zum Mannschaftskapitän der U-20-Nationalelf ernannte. Im darauffolgenden Jahr 2008 nahm Flores mit der Mannschaft am Campos Verde International in Beja in Portugal teil. Seinen zweiten Treffer für die U-20-Nationalmannschaft erzielte er, auch wenn es erneut kein offizielles Länderspiel war, bei einem 2:0-Erfolg über die Reserve der Bolton Wanderers am 7. Mai 2008 in Bolton in England. Am darauffolgenden Tag machte er die Vorlage für den 1:0-Führungstreffer durch Peri Marošević beim 2:1-Sieg der U-20-Auswahl der USA über die Reservemannschaft von Manchester United. Während seiner Zeit in der US-amerikanischen U-20-Nationalmannschaft kam Flores von 2007 bis 2009 in 15 offiziellen und von der FIFA anerkannten Länderspielen zum Einsatz, wobei ihm ein Treffer gelang. Im Anschluss spielte er im Jahre 2012 mit der US-amerikanischen U-23-Nationalmannschaft in der Qualifikation zum Fußballturnier der Olympischen Sommerspiele 2012. Nachdem er im ersten Gruppenspiel, dem 6:0-Kantersieg über Kuba, nicht zum Einsatz kam, absolvierte er die darauffolgende Partie, eine 0:2-Niederlage gegen Kanada, bereits über die volle Spieldauer. Ebenfalls kam er beim letzten Gruppenspiel, einem 3:3-Remis gegen El Salvador, über die vollständigen 90 Minuten zum Einsatz.

### Stammspieler in der A-Nationalmannschaft
Zum ersten Mal in die A-Nationalmannschaft der Vereinigten Staaten schaffte es Jorge Villafaña im März 2016, als ihn der damalige Nationaltrainer Jürgen Klinsmann in den erweiterten Kader für das am 29. März 2016 stattfindende Qualifikationsspiel zur WM 2018 gegen Guatemala holte, ihn dann jedoch wieder aussonderte. Um den Jahreswechsel 2016/17 erhielt Villafaña vom nunmehrigen Nationaltrainer der Vereinigten Staaten, Bruce Arena, eine persönliche Einladung in die US-amerikanische A-Nationalmannschaft. Dabei startete er noch im Januar 2017 in das Training mit der Nationalmannschaft und war gegen Ende des Monats im Trainingscamp der Nationalmannschaft, die sich auf das kommende Länderspiel gegen Serbien vorbereitete. Im freundschaftlichen Länderspiel gegen Serbien war Villafaña neben Sebastian Lletget und Chris Pontius gleich einer von drei Spielern, die an diesem Tag ihr Debüt in der US-amerikanischen Fußballnationalmannschaft gaben. Jorge Villafaña kam dabei in der 69. Spielminute für Greg Garza auf den Rasen. Gleich beim nachfolgenden Freundschaftsspiel gegen Jamaika setzte ihn Arena bereits von Beginn an ein, wobei er erst in der 86. Minute durch den Routinier DaMarcus Beasley ersetzt wurde. Im dritten Gruppenspiel der fünften Runde der CONCACAF-WM-Qualifikation kam der Linksverteidiger am 24. März 2017 abermals von Beginn an zum Einsatz und spielte beim 6:0-Kantersieg über Honduras auf seiner angestammten Position durch. Nur vier Tage später kam er auch beim 1:1-Remis gegen Panama über die vollen 90 Minuten zum Einsatz und brachte es somit zu seinem vierten Länderspieleinsatz in Folge.
Im Jahr 2018 bestritt er mit der Nationalmannschaft mehrere Freundschaftsspiele, kam aber seither (Stand März 2022) zu keinem weiteren Länderspiel.

## Erfolge
Portland Timbers
- Gewinner des MLS Cup: 2015
- Gewinner des MLS-is-Back-Turniers 2020

Santos Laguna
- Meister der Liga MX-Clausura: 2018

USA
- CONCACAF-Gold-Cup-Sieger: 2017